# Untoten
Gli Untoten - (it. Nonmorti)  sono un gruppo musicale tedesco di Berlino il cui percorso iniziale si inscrive nell'ambito del grindcore sino al cambio stilistico che li porta ad orientarsi verso territori Darkwave. È uno dei gruppi più rappresentativi nella scena goth tedesca. Gli album più rappresentativi sono Vampire Book и The Look of Blasphemie per il darkwave, e la trilogia Grabsteinland per il Neue Deutsche Härte. Gli ultimi lavori del gruppo(Die Blutgräfin, Die Nonnen von Loudun, Die Hexe) sono più una mescolanza del chanson con il classico.

## Storia
Nel 1994 compare il primo demo del gruppo ZiZa, rinominato presto come Untoten. A cominciare dall'album Kiss of Death, gli Untoten hanno iniziato a creare degli album in darkwave strano, il migliore dei quali è considerato Vampire Book. in questi album (Kiss of Death, Nekropolis, Schwarze Messe, Vampire Book e Look of Blasphemie) gli Untoten giocano con l'estetica satanista.

## Discografia

### Аlbum
- 1996 - Hab keine Angst Veluzifer
- 1997 - Kiss of Death
- 1998 - Nekropolis
- 1999 - Schwarze Messe
- 2000 - Vampire Book
- 2001 - The Look of Blasphemie
- 2003 - Grabsteinland 1 Durch den Kristallwald
- 2004 - Grabsteinland 2 Herrschaft der Vampire
- 2005 - Grabsteinland 3 Herz der Finsternis
- 2006 - Die Blutgräfin
- 2007 - Die Nonnen von Loudun
- 2008 - Die Hexe
- 2009 - Grabsteinland IV Die schwarze Feder
- 2010 - Liebe oder Tod
- 2010 - Haus der Lüge
- 2011 - Zombie 1 - die Welt danach
- 2011 - Zombie 2 - the Revenge
- 2012 - Eisenherz

### Singoli
- 1994 - In den Mund genommen Poser (Demo)
- 1995 - Maultot (Demo)
- 2000 - Schwarzherzlichst (VHS)
- 2003 - Dresscode Black II (Untoten vs Soko Friedhof)
- 2004 - Raben (CDS)
- 2007 - Best Of
- 2009 - Akustisch: Des Raben Flug
- 2012 - How to become Undead (Rarities 1990-2000)

### Raccolte e partecipazioni
ZilloScope: New Signs & Sounds 11/1998 – Doom (Gekürzte Version)

Angels' Delight 2 - Black Blood

Schattentanz I – Tanz Der Hexen

Dresscode Black I - Shake (Exclusive Track), Lilith, Sperm finger

The Black Book Compilation - Goths Paradise IV - Abdomination

Extreme Jenseithymnen 2 - Strange Inside

Nachtschwärmer 6 – Mit den Augen der Nacht

Orkus Compilation X – Alexanderplatz

Nachtschwärmer 7 - Rabenlied

Orkus Presents The Best of 2004 (Part 1) - Lichtbringer

Sonic Seducer – 10 Jahre Jubiläums – Herz der Finsternis (Edit)

New Signs & Sounds 11/2006 (Zillo Compilation) - Die Jagd